# Filippinerna i olympiska sommarspelen 1964
Filippinerna deltog i de olympiska sommarspelen 1964 med en trupp bestående av 47 deltagare. De erövrade en silvermedalj.

## Medaljer

### Silver
- Anthony Villanueva - Boxning